# Yelitza Morillo
Yelitza Morillo – wenezuelska judoczka.
Startowała w Pucharze Świata w 2010. Triumfatorka igrzysk Ameryki Południowej w 2010 roku.